# Anverso e reverso

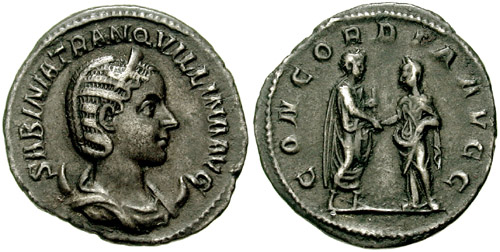
Moeda imperial romana com a cabeça de Tranquilina no anverso, cunhada c. 241 A.D. quando do seu casamento com Gordian III, o qual está representado numa escala inferior no reverso; a moeda exibe o anverso, obverso, ou "cara" e o reverso, "coroa" ou "trás", convenção que continua a dominar a cunhagem de moedas ainda hoje em dia

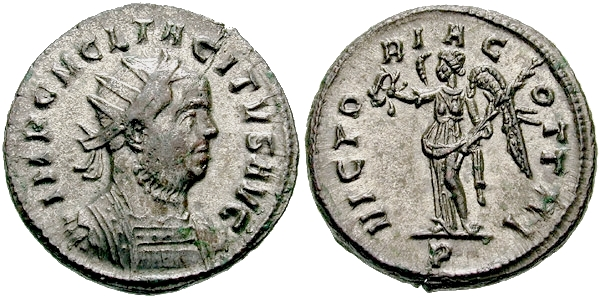
Moeda imperial romana de Marco Cláudio Tácito, que governou em 275-276, segue as tradições de moedas da convenção do anverso e reverso

O termo anverso (ou obverso), e o seu oposto, reverso (ou verso), descrevem os dois lados das unidades de moeda e de muitos outros objectos com duas faces - normalmente em referência a moedas, mas também a papel moeda (notas), bandeiras (ver Terminologia de bandeiras), medalhas, desenhos, e outras peças de arte ou artigos impressos. Os termos podem ser intermutados, respectivamente, com os mais usuais, mas menos precisos, termos "frente" e "trás" ou, no caso das moedas, "cara" e "coroa".
Recto e verso são termos equivalentes usados para páginas de livros, especialmente iluminuras, e também impressões e desenhos.